# Kadadanahalli, Malur
Kadadanahalli là một làng thuộc tehsil Malur, huyện Kolar, bang Karnataka, Ấn Độ.